# Living in Bondage: Breaking Free
Living in Bondage: Breaking Free, también conocida como Living in Bondage II, es una película de suspenso sobrenatural nigeriana de 2019 producida por Charles Okpaleke. Es la secuela de Living in Bondage de 1992. Está protagonizada por Kenneth Okonkwo, Kanayo O. Kanayo, Enyinna Nwigwe, Muna Abii y Swanky JKA. Ramsey Nouah, en su debut como director, interpreta al villano principal. Recibió críticas en su mayoría positivas y ocupó el decimoprimer puesto en la lista de películas nigerianas más taquilleras de todos los tiempos. Se estrenó en Netflix en mayo de 2020.

## Sinopsis
Veinticinco años después de los eventos de la primera película, Andy Okeke (Kenneth Okonkwo) se ha convertido en un hombre de Dios, renunciando a su lealtad al culto secreto ahora conocido como Hermandad de los Seis, que se ha expandido hasta convertirse en una organización internacional, con la mayoría de los miembros nigerianos que sobrevivieron a los disturbios de Otokoto en 1996 huyendo del país. El Jefe Omego (Kanayo O. Kanayo), ahora es un aspirante a gobernador del estado de Imo. La película comienza con el hijo de Omego, Obinna (Enyinna Nwigwe) asesinando a su pequeña hija Kosi (Charlene Chisom Ignatus) en el bosque como parte de un ritual.
Nnamdi Okeke (Swanky JKA), el hijo secreto de Andy, es un ambicioso pero desafortunado hombre, que no ha podido mantener una carrera estable como ejecutivo de publicidad cinco años después de su graduación. A pesar de la desaprobación de su tío, él anhela un estilo de vida lujoso sin importar los medios necesarios y se familiariza con la esposa de Omego, Nneka (Ndidi Obi) y Obinna, quienes se ofrecen para ayudarle a establecer conexiones dentro de la industria publicitaria.
Durante la presentación de la campaña para una próxima red ferroviaria hecha por Nnamdi, el magnate multimillonario Richard Williams (Ramsey Nouah) está impresionado por su ingenio. Él es mentor de Nnamdi profesionalmente, y este último es catapultado a un estatus de alta sociedad, adquiriendo una gran riqueza y reconocimiento, pero su nueva vida tiene un precio. Aunque Nnamdi no lo sabe, Richard es el nuevo líder de la Hermandad de Los Seis y tiene la misión de atraerlo a su culto. 
El periodista de investigación y bloguero Uzoma (David Jones) empieza a sospechar de los multimillonarios vinculados con asesinatos misteriosos, particularmente después de que su hermana y su hija Kosi mueren en circunstancias extrañas, y le hace una visita a Andy en busca de respuestas. Habiendo experimentado el culto él mismo, Andy intenta advertir a su hijo después de que Uzoma le informa de la existencia de Nnamdi y trata de salvarlo de la Hermandad de Los Seis antes de que sea demasiado tarde. Richard finalmente inicia a Nnamdi en la secta, pero no logra persuadir a Andy de regresar con ellos. Nnamdi se arrepiente de unirse, especialmente después de enamorarse de Kelly (Munachi Abii) a quien conoció en la boda de Obinna cuando este último se vuelve a casar siete meses después de la muerte de su esposa, pues Richard y Omego le han ordenado que la presente como sacrificio, y Nnamdi se debate entre apaciguar al culto y salvar la vida de Kelly.
Toby visita al deprimido Nnamdi y pasa la noche en su casa, pero Richard posee a Nnamdi y le ordena que apuñale a su primo dormido en lugar de Kelly. Incapaz de resistirse, Nnamdi termina por apuñalarse a sí mismo y es trasladado de urgencia al hospital. Él sobrevive y se reconcilia con su padre biológico Andy, a quien antes había rechazado. Los miembros de la hermandad son arrestados, sin embargo, Richard evade la acusación y se marcha en su jet privado.

## Elenco
- Ramsey Nouah como Richard Williams
- Jidekene Achufusi como Nnamdi Okeke
- Kenneth Okonkwo como Andy Okeke
- Enyinna Nwigwe como Obinna Omego
- Munachi Abii como Kelly Nwankwo
- Shawn Faqua como Toby Nworie
- David Jones como Uzoma Adibe
- Ebele Okaro como Eunice Nworie
- Zulu Adigwe como Pascal Nworie
- Kanayo O. Kanayo como Jefe Emeka Omego
- Ndidi Obi como Nneka Omego
- Bob-Manuel Udokwu como Mike Ekejimbe
- Nancy Isime como Stella
- Charlene Chisom Ignatus como Kosi Omego
- Chamberlain Usoh como él mismo

## Producción
En 2015, Charles Okpaleke adquirió los derechos de Living In Bondage del escritor Kenneth Nnebue para realizar una adaptación. La noticia se confirmó más tarde en Instagram, pero languideció en el infierno del desarrollo durante tres años. En 2018, se anunció que se trataba de una secuela en lugar de una adaptación. Del elenco de la primera película, repitieron Okonkwo, Udokwu y Kanayo.
El rodaje tuvo lugar en locaciones de Lagos, Owerri y Durban.

## Lanzamiento
El 2 de noviembre de 2019 se realizó un estreno especial en Filmhouse Cinemas, Lagos; en general, fue etiquetada como una de las películas nigerianas más esperadas para 2019 en los medios. Se estrenó en cines el 8 de noviembre de 2019.

## Recepción

### Taquilla
En su lanzamiento, registró el fin de semana de estreno más alto en taquilla para una película nigeriana en 2019, recaudando ₦ 25,8 millones, y la recaudación más alta en un solo día para una película de Nollywood. También registró el estreno más alto para una película de una categoría distinta a la comedia en 2019.
Durante la primera semana de estreno, recaudó ₦ 48,6 millones. En su segunda semana continuó ocupando el primer lugar en taquilla, con ₦ 36,7 millones. En la tercera semana, obtuvo ₦ 24,7 millones, cayendo al número 2, aunque tuvo las entradas más altas durante el fin de semana. Después de tres semanas había recaudado más de 100 millones de nairas, superando así el récord de 2019 establecido por Bling Lagosians.
En su cuarta semana, regresó al primer lugar en la taquilla, con ₦ 19,6 millones. En su quinta semana, experimentó una caída del 38%, ocupando el cuarto lugar. En su sexta semana recaudó ₦ 5,7 millones y la siguiente ₦ 5,4 millones. Para la octava semana aún permanecía entre las diez mejores de la taquilla nigeriana, con ₦ 4.6 millones. El acumulado final se situó en 163,4 millones de nairas en taquilla después de once semanas. La película ocupó el undécimo lugar en la lista de las películas nigerianas más taquilleras de todos los tiempos después de su presentación en cines. Tuvo una breve repetición teatral en marzo, elevando el total a ₦ 168,7 millones.

### Respuesta crítica
Recibió reseñas generalmente positivas de los críticos de cine y el público. El sitio web de entretenimiento Pulse Nigeria la clasificó en primer lugar en su lista de las 10 mejores películas de Nollywood del año. Recibió elogios por su dirección, cinematografía y banda sonora, y los críticos elogiaron la actuación de Swanky JKA. Por el contrario, el personaje de Uzoma, interpretado por David Jones, fue  criticado. Gbenga Bada de Pulse Nigeria elogió la ejecución como director de Nouah y su papel como villano; también mencionó que la película arroja "más luz sobre la existencia de sociedades ocultas mientras educa al público en general de manera entretenida".

## Premios y nominaciones
| Año  | Premios                             | Categoría                                   | Resultado | Ref.   |
| ---- | ----------------------------------- | ------------------------------------------- | --------- | ------ |
| 2020 | Premios Best of Nollywood           | Película con los mejores efectos especiales | Ganadora  | [ 28 ] |
| 2020 | Premios Best of Nollywood           | Mejor uso del maquillaje en una película    | Ganadora  | [ 28 ] |
| 2020 | Premios Best of Nollywood           | Película con la mejor edición               | Ganadora  | [ 28 ] |
| 2020 | Premios Best of Nollywood           | Director del año                            | Ganador   | [ 28 ] |
| 2020 | Premios Best of Nollywood           | Película del año                            | Ganadora  | [ 28 ] |
| 2020 | Premios Africa Magic Viewers Choice | Mejor película general                      | Ganadora  | [ 29 ] |
| 2020 | Premios Africa Magic Viewers Choice | Mejor película de África occidental         | Ganadora  | [ 29 ] |
| 2020 | Premios Africa Magic Viewers Choice | Mejor Director                              | Ganador   | [ 29 ] |
| 2020 | Premios Africa Magic Viewers Choice | Mejor guionista                             | Ganador   | [ 29 ] |